# Annals of Parasitology
Annals of Parasitology, dawniej Wiadomości Parazytologiczne – czasopismo naukowe, kwartalnik wydawany przez Polskie Towarzystwo Parazytologiczne.
Na łamach czasopisma publikowane są rozprawy, artykuły przeglądowe dotyczące zagadnień parazytologicznych lub pokrewnych oraz artykuły polemiczne i kronikarskie, związane z życiem naukowym Polskiego Towarzystwa Parazytologicznego i rozwojem parazytologii na świecie. Drukowane są prace oryginalne, artykuły naukowe są recenzowane.
Prace publikowane są w języku angielskim.